# Wilfried Theising
Wilfried Bernhard Theising (Wettringen, 20 de setembro de 1962) é bispo auxiliar em Münster e funcionário do distrito oficial de Oldenburg, com sede em Vechta.

## Vida
Depois de estudar teologia católica e filosofia na Universidade Wilhelms Vestefália em Münster e da Universidade de Viena Theising recebeu em 14 de Maio de 1989, a grande Catedral em Münster a ordenação pela Münster Bispo diocesano Reinhard Lettman. Até 1993 ele foi capelão no Propsteikirche St. Stephanus em Beckum e de 1994 a 1997 nas paróquias de Herz Jesu e St. Elisabeth em Münster. De 1997 a 2003, Theising foi pastora paróquia Ss. Cornelius e Cyprianus em Metelen. Desde 2003, Wilfried Theising estava em Seelsorgeeinheit Borken como reitor de St. Remigius Provost Igreja, pastor de Cristo Rei e cooperador vigário na paróquia de St. Michael trabalhou. Além disso, ele era ao mesmo tempo decano do distrito do decano Borken.

### Bispo auxiliar em Münster e oficial episcopal em Vechta
Em 31 de maio de 2010, o Papa Bento XVI o nomeou o bispo titular de Mina e ordenou que ele bispo auxiliar em Muenster. A consagração episcopal lhe foi dada pelo bispo Felix Genn em 29 de agosto do mesmo ano na Catedral de São Paulo em Münster; Os co-conselheiros foram o bispo emérito de Münster, Reinhard Lettmann, e o bispo auxiliar em Münster, Heinrich Janssen. Wilfried Theising é bispo regional da região do Baixo Reno com sede em Xanten. Desde 2010 ele é canon residente na Catedral Alta em Münster.
Em 21 de outubro de 2016, o bispo Felix Genn nomeou-o oficial do distrito oficial de Oldenburg. Em 28 de janeiro de 2017, ele foi induzido como oficial.

## Atividades
Wilfried Theising é membro da Comissão de Ciência e Cultura e Vice-Presidente da Comissão para o Matrimônio e a Família dos Conferência Episcopal Alemã. Na primavera de 2013 ele estava no comando do novo Bispo para a universidade Episcopal pastoral no Outono de 2013. Representante da Católica Academic Exchange Service.
Wilfried Theising está envolvido em numerosos projetos sociais na Terra Santa e é membro da Associação Alemã da Terra Santa. Em 2014, o Cardeal Grandmaster, Edwin Frederick, o Cardeal O'Brien, chamou-o de Grande Diretor da Ordem do Santo Sepulcro de Jerusalém e, em 10 de maio de 2014, investiu na Catedral de Aachen pelo Reinhard Cardeal Marx, Grand Prior da Lieutenância Alemã.
Em 17 de junho de 2017, foi convidado para a solene festa de seu santo padroeiro, João Batista, na Assembléia Geral da Associação Alemã da Ordem de Malta, na Kevelaere Marienbasilika.

## Links da Web
- Cheney, David M. «bishop» (em inglês). Catholic-Hierarchy.org
- Übersicht über Wilfried Theising auf der Seite des Bischöflich Münsterschen Offizialates in Vechta (Bistum Münster)